# Funadhoo (Kaafu-atol)
Funadhoo is een van de onbewoonde eilanden van het Kaafu-atol behorende tot de Maldiven.